# Neoplocaederus emini
Neoplocaederus emini es una especie de escarabajo longicornio del género Neoplocaederus, tribu Cerambycini, subfamilia Cerambycinae. Fue descrita científicamente por Waterhouse en 1890.

## Descripción
Mide 40-45 milímetros de longitud.

## Distribución
Se distribuye por Etiopía, Kenia y Somalia.